# Coccygodes alacer
Coccygodes alacer là một loài tò vò trong họ Ichneumonidae.